# Félcsoport
A matematikában az asszociatív grupoidokat félcsoportoknak nevezzük. Részletesebben ez azt jelenti, hogy a félcsoport egy olyan egyműveletes {\displaystyle (S;*)} algebrai struktúra, amelyben a {\displaystyle *} binér művelet asszociatív. Ha a {\displaystyle *} művelet kommutatív is, akkor kommutatív félcsoportról beszélünk.

## Definíció
Legyen {\displaystyle (S;*)} tetszőleges grupoid. Azt mondjuk, hogy {\displaystyle (S;*)} félcsoport, ha a {\displaystyle *} művelet asszociatív, azaz ha az {\displaystyle S} un. alaphalmaz tetszőleges {\displaystyle a,b,c} elemeire {\displaystyle a*(b*c)=(a*b)*c} teljesül. Ha a {\displaystyle *} művelet kommutatív is, azaz {\displaystyle a*b=b*a} teljesül tetszőleges {\displaystyle a,b\in S} elemekre, akkor kommutatív félcsoportról beszélünk.
Tetszőleges {\displaystyle (S;*)} félcsoportban érvényes az általános asszociativitás törvénye, azaz a {\displaystyle *} művelet eredménye nem függ a zárójelezéstől, csupán a vizsgált kifejezésben szereplő elemek sorrendjétől. Kommutatív félcsoportban érvényes az általános kommutativitás törvénye, azaz a művelet eredménye nem csak a zárójelezéstől független, hanem a kifejezésben szereplő elemek sorrendjétől is.
Egy {\displaystyle (S;*)} félcsoport tetszőleges {\displaystyle a} eleme esetén az {\displaystyle a*a} elemet kétféleképpen szoktuk jelölni. Vagy (a számok összegének mintájára) {\displaystyle 2a}, vagy pedig (a számok szorzatának mintájára) {\displaystyle a^{2}} módon. Ilyenkor azt is szoktuk mondani, hogy (az első esetben) additív írásmódot, illetve (a második esetben) multiplikatív írásmódot használunk, a művelet jeleként pedig az összeadás, illetve a szorzás jelét használjuk; multiplikatív írásmód esetén gyakran el is hagyjuk a szorzás jelét: {\displaystyle a\cdot b} helyett {\displaystyle ab}-t írunk. Additív írásmód esetén az {\displaystyle n}-tagú {\displaystyle a+\cdots +a} összeget {\displaystyle na}, multiplikatív írásmód esetén az {\displaystyle n}-tényezős {\displaystyle a\cdots a} szorzatot {\displaystyle a^{n}} módon jelöljük; itt {\displaystyle n} pozitív egész szám. Egy félcsoport tetszőleges {\displaystyle a} és {\displaystyle b} elemeire és tetszőleges {\displaystyle n,m} pozitív egészekre érvényesek az alábbiak.
Additív írásmód esetén:
- {\displaystyle (n+m)a=na+ma,}
- {\displaystyle (nm)a=n(ma)=m(na),}
- Ha a félcsoport kommutatív, akkor {\displaystyle n(a+b)=na+nb.}

Multiplikatív írásmód esetén:
- {\displaystyle a^{(n+m)}=a^{n}a^{m},}
- {\displaystyle a^{(nm)}=(a^{n})^{m}=(a^{m})^{n},}
- Ha a félcsoport kommutatív, akkor {\displaystyle (ab)^{n}=a^{n}b^{n}.}

A továbbiakban multiplikatív írásmódot használunk, és a félcsoportokat csak az alaphalmazukkal jelöljük.

## Részfélcsoport, ideál
Egy {\displaystyle S} félcsoport részfélcsoportján az {\displaystyle S} halmaz olyan nem üres {\displaystyle B} részhalmazát értjük, amely maga is félcsoport az {\displaystyle S}-beli műveletre nézve, azaz tetszőleges {\displaystyle b_{1},b_{2}\in B} elemek esetén {\displaystyle b_{1}b_{2}\in B}.
Egy {\displaystyle S} félcsoport {\displaystyle B} részfélcsoportját az {\displaystyle S} egy bal (jobb) oldali ideáljának nevezzük, ha tetszőleges {\displaystyle s\in S} és {\displaystyle b\in B} elemekre {\displaystyle sb\in B} ({\displaystyle bs\in B}) teljesül. Ha {\displaystyle B} az {\displaystyle S} bal oldali és egyben jobb oldali ideálja is, akkor {\displaystyle B}-ről azt mondjuk, hogy az {\displaystyle S} egy ideálja.
Minden {\displaystyle S} félcsoportnak {\displaystyle S} egy bal oldali ideálja (jobb oldali ideálja, ideálja). Ha {\displaystyle S}-nek nincs önmagától különböző (azaz valódi) bal oldali ideálja (jobb oldali ideálja, ideálja), akkor az {\displaystyle S} félcsoportot bal egyszerű (jobb egyszerű, egyszerű) félcsoportnak nevezzük.

## Kitüntetett elemek félcsoportban
Azt mondjuk, hogy egy {\displaystyle S} félcsoport {\displaystyle e} eleme a félcsoport bal (jobb) oldali egységeleme, ha tetszőleges {\displaystyle a\in S} elemre {\displaystyle ea=a} ({\displaystyle ae=a}) teljesül. Egy félcsoport valamely elemét a félcsoport egységelemének nevezzük, ha az a félcsoport bal oldali és egyben jobb oldali egységeleme is. Minden félcsoportnak legfeljebb egy egységeleme van. Egy egységelemes félcsoportot monoidnak nevezünk.
Akkor mondjuk, hogy egy {\displaystyle e} egységelemes {\displaystyle S} félcsoport {\displaystyle b} eleme egy {\displaystyle a\in S} elem bal (jobb) oldali inverze, ha {\displaystyle ba=e} ({\displaystyle ab=e}). A {\displaystyle b} elemet az {\displaystyle a} elem inverzének nevezzük, ha {\displaystyle b} az {\displaystyle a}-nak bal oldali és egyben jobb oldali inverze is. Egy monoid minden elemének legfeljebb egy inverze van.
Egy olyan monoidot, amelyben minden elemnek van inverze, csoportnak nevezünk.
Egy {\displaystyle S} félcsoport {\displaystyle 0} eleméről azt mondjuk, hogy a félcsoport bal (jobb) oldali nulleleme, ha tetszőleges {\displaystyle a\in S} elemre {\displaystyle 0a=0} ({\displaystyle a0=0}) teljesül. Egy félcsoport valamely elemét a félcsoport nullelemének nevezzük, ha az a félcsoport bal oldali és egyben jobb oldali nullelem is.
Egy félcsoport {\displaystyle e} elemét idempotens elemnek nevezzük, ha {\displaystyle e^{2}=e}. Egy félcsoport egységeleme, illetve nulleleme idempotens elemek. Kötegen olyan félcsoportot értünk, melynek minden eleme idempotens elem. Egy kommutatív köteget félhálónak nevezünk.
Egy {\displaystyle S} félcsoport {\displaystyle a} eleméről azt mondjuk, hogy a félcsoport reguláris eleme, ha van {\displaystyle S}-nek olyan {\displaystyle x} eleme, melyre {\displaystyle axa=a} teljesül. Világos, hogy egy félcsoport minden idempotens eleme reguláris elem. Egy olyan félcsoportot, melyben minden elem reguláris elem reguláris félcsoportnak nevezünk.
Egy {\displaystyle S} félcsoport {\displaystyle b} eleméről azt mondjuk, hogy egy {\displaystyle a\in S} elem Neumann-féle inverze, ha {\displaystyle aba=a} és {\displaystyle bab=b}. Világos, hogy ha {\displaystyle b} Neumann-féle inverze {\displaystyle a}-nak, akkor {\displaystyle a} Neumann-féle inverze {\displaystyle b}-nek (azaz {\displaystyle a} és {\displaystyle b} egymás Neumann-féle inverzei).
Könnyen ellenőrizhető, hogy ha {\displaystyle a} egy {\displaystyle S} félcsoport reguláris eleme úgy, hogy {\displaystyle axa=a}, akkor {\displaystyle a} és {\displaystyle xax} egymás Neumann-féle inverzei. Ha egy reguláris félcsoportban minden elemnek pontosan egy Neumann-féle inverze van, akkor a félcsoportot inverz félcsoportnak nevezzük.

## Példák félcsoportokra
- A természetes számok halmaza az összeadás művelettel.
- A természetes számok halmaza a szorzás művelettel.
- Tetszőleges {\displaystyle L} nem üres halmaz az {\displaystyle a*b:=a} ({\displaystyle a,b\in L}) művelettel. Ebben a félcsoportban minden elem jobb oldali egységelem, és minden elem bal oldali nullelem (az ilyen félcsoportokat balzéró félcsoportoknak nevezzük). {\displaystyle L} minden eleme idempotens elem, tehát {\displaystyle L} egy köteg.
- Tetszőleges {\displaystyle R} nem üres halmaz az {\displaystyle a*b:=b} ({\displaystyle a,b\in R}) művelettel. Ebben a félcsoportban minden elem bal oldali egységelem, és minden elem jobb oldali nullelem (az ilyen félcsoportokat jobbzéró félcsoportoknak nevezzük). {\displaystyle R} minden eleme idempotens elem, tehát {\displaystyle R} egy köteg.
- Tetszőleges {\displaystyle X} és {\displaystyle Y} nem üres halmazok esetén az {\displaystyle X\times Y} Descartes szorzat, ahol a művelet a következőképpen van értelmezve {\displaystyle (x_{1},y_{1})(x_{2},y_{2})=(x_{1},y_{2})}. Ez a félcsoport egy speciális köteg; az ilyen félcsoportot derékszögű kötegnek nevezzük.
- Tetszőleges nem üres {\displaystyle X} halmaz összes önmagába való egyértelmű leképezéseinek (azaz transzformációinak) {\displaystyle T_{X}} halmaza, ahol a művelet a leképezések szokásos kompozíciója. Ezt a félcsoportot az {\displaystyle X} halmaz feletti teljes transzformációfélcsoportnak nevezzük.

## Tulajdonságok
- Minden félcsoport izomorf egy teljes transzformációfélcsoport valamely részfélcsoportjával.
- Ha egy félcsoportnak van jobb oldali és bal oldali egységeleme, akkor ez a félcsoport egyetlen jobb oldali egységeleme, egyetlen bal oldali egységeleme, s így egyetlen egységeleme.
- Egy {\displaystyle S} félcsoport akkor és csak akkor csoport, ha a művelet invertálható, azaz tetszőleges {\displaystyle a,b\in S} elemekhez megadhatók olan {\displaystyle x,y\in S} elemek, melyekre {\displaystyle ax=b} és {\displaystyle ya=b} teljesülnek.
- Egy {\displaystyle S} félcsoport akkor és csak akkor csoport, ha van egy {\displaystyle e} bal oldali egységeleme és {\displaystyle S} minden {\displaystyle a} elemének van {\displaystyle e}-re vonatkozó bal oldali inverze, azaz létezik olyan {\displaystyle b\in S} elem, melyre {\displaystyle ba=e} teljesül.
- Érvényes az előző tétel duálisa, azaz egy {\displaystyle S} félcsoport akkor és csak akkor csoport, ha van egy {\displaystyle e} jobb oldali egységeleme és {\displaystyle S} minden {\displaystyle a} elemének van {\displaystyle e}-re vonatkozó jobb oldali inverze, azaz létezik olyan {\displaystyle b\in S} elem, melyre {\displaystyle ab=e} teljesül.
- Ha egy félcsoportnak van jobb oldali és bal oldali nulleleme, akkor ez a félcsoport egyetlen jobb oldali nulleme, egyetlen bal oldali nulleleme, s így egyetlen nulleleme.
- Ha {\displaystyle a} egy {\displaystyle S} félcsoport reguláris eleme úgy, hogy {\displaystyle axa=a} teljesül valamely {\displaystyle x\in S} elemre, akkor az {\displaystyle ax} és {\displaystyle xa} elemek a félcsoport idempotens elemei.
- Egy reguláris félcsoport akkor és csak akkor inverz félcsoport, ha idempotens elemei felcserélhetők egymással, azaz {\displaystyle ef=fe} teljesül a félcsoport tetszőleges {\displaystyle e} és {\displaystyle f} idempotens elemeire.
- Egy köteg akkor és csak akkor derékszögű köteg, ha tetszőleges {\displaystyle a} és {\displaystyle b} elemeire {\displaystyle aba=a} teljesül.
- Egy félcsoport akkor és csak akkor derékszögű köteg, ha izomorf egy balzéró félcsoportnak és egy jobbzéró félcsoportnak a direkt szorzatával.
- Egy {\displaystyle S} félcsoport akkor és csak akkor bal egyszerű (jobb egyszerű, egyszerű), ha tetszőleges {\displaystyle a\in S} elem esetén {\displaystyle Sa=S} ({\displaystyle aS=S}, {\displaystyle SaS=S}) teljesül.